# エミール・マソンJr.
エミール・マソンJr.（Émile Masson Jr. 1915年9月1日 - 2011年1月2日)は、ベルギー、オローニュ＝オー=ピエル出身の元自転車競技（ロードレース）選手。

## 来歴
父、エミール・マソンSr.もロードレース選手として、ツール・ド・フランスで2度の区間優勝を果たした経験を持つ。
1939年のパリ〜ルーベ、1938年のフレッシュ・ワロンヌにおける優勝の他、ツール・ド・フランスでも、1938年の第17aステージにおいて区間優勝の経験がある。
2011年1月2日、リエージュで死去。95歳没。

## 主な戦績
1938年
- フレッシュ・ワロンヌ 優勝
- ツール・ド・フランス 区間1勝(第17a)

1939年
- パリ〜ルーベ 優勝

1946年
- ベルギー選手権 個人ロードレース 優勝
- ボルドー〜パリ 優勝

1947年
- ベルギー選手権 個人ロードレース 優勝